# Крыжановский, Николай Андреевич
Николай Андреевич Крыжановский (30 октября 1818, Санкт-Петербург — 29 апреля 1888) — русский генерал от артиллерии, участник Крымской войны, обороны Севастополя и Туркестанских походов, Оренбургский генерал-губернатор.

## Биография
Сын Андрея Константиновича Крыжановского от его брака с Марией Павловной Безак. По отцу племянник М. К. Крыжановского, по матери внук П. Х. Безака. Родился 30 октября 1818 года в Санкт-Петербурге, окончил артиллерийское училище, выпущен в 1837 году офицером в полевую артиллерию, с оставлением при офицерских классах училища. В 1839 году переведён в лейб-гвардии 1-ю артиллерийскую бригаду и в том же году назначен помощником военного агента в Берлине.
В 1842 году Крыжановский был назначен состоять для особых поручений при начальнике Черноморской береговой линии, участвовал в делах с горцами и за боевые отличия получил несколько наград. В 1850 году Крыжановский назначается штаб-офицером по искусственной части при Киевском арсенале, а с началом Крымской войны — начальником артиллерии Южной армии и за боевые отличия при осаде и взятии Силистрии награждается золотой саблей с надписью «за храбрость» и чином генерал-майора. Когда военные действия на Дунае приостановились, Крыжановский был назначен начальником штаба артиллерии в Крымской армии и принял деятельное участие в обороне Севастополя, во время которой он был сильно контужен, а под ним убита лошадь. 
По окончании Крымской войны в 1857 году Крыжановский был назначен начальником Михайловского артиллерийского училища и академии, в 1860 году исполнял должность начальника штаба 1-й армии, расположенной в Царстве Польском, а в 1861 году — произведён в генерал-лейтенанты и назначен Варшавским военным генерал-губернатором и заведующим особой канцелярией наместника Его Императорского Величества в Царстве Польском; за отличное исполнение этих трудных и ответственных должностей Крыжановский 22 мая 1862 года был пожалован званием генерал-адъютанта.
В 1862 году Крыжановский был произведён в генералы от артиллерии и назначен сперва председателем комиссии по начертанию общих оснований военного и военно-морского судопроизводства и судоустройства, а затем членом военного совета и инспектором военно-учебных заведений, а в 1863 году Крыжановскому было поручено вооружение Кронштадта.
В 1864 году Крыжановский был назначен помощником командующего войсками Виленского военного округа, а в 1866, 9 февраля, занял пост Оренбургского генерал-губернатора и командующего войсками Оренбургского военного округа. Это назначение было полной неожиданностью для чиновников Оренбургской губернии, так как Н. А. Крыжановский был человеком, совершенно не знакомым с краем, и никак с ним не связанным. Ходили слухи, что Крыжановский получил эту должность по протекции своего дяди, генерал-адъютанта Александра Павловича Безака, киевского генерал-губернатора, ранее занимавшего пост Оренбургского генерал-губернатора.
Н. А. Крыжановскому были подчинены вошедшие в Оренбургское генерал-губернаторство области: Уральская и Тургайская и губернии Уфимская, Самарская, Оренбургская. 
Прибыв в Туркестан в июне 1866 году, в разгар военных действий против Бухары, Крыжановский принял на себя высшее руководство военными действиями и взятием Джизака довершил их; за это дело 26 ноября 1866 года был награждён орденом св. Георгия 3-й степени № 511
В воздаяние отличной распорядительности и храбрости, оказанных в делах против Бухарцев, в 1866 году
Затем Крыжановский отдался административной деятельности по устройству вверенного ему региона: им было введено новое положение об Оренбургском казачьем войске, введено земство в Оренбургской и Уфимской губерниях, введены в крае новые судебные учреждения, принят ряд мер к устройству быта инородцев, введено положение о башкирах и организовано управление Киргизской степью.
Методы введения реформ не отличались ни тактичностью, ни знанием обстановки и местных обстоятельств, в результате чего времена правления Крыжановского отмечены цепью трагических событий и бунтов. Первыми восстали казахи (киргиз-кайсаки). Причины для восстания описаны в статье Жакмона: «Среди киргизов Оренбургского ведомства возникли волнения вследствие того, что генерал-губернатор Н. А. Крыжановский назначал вместо природных киргизов из султанского рода на места уездных начальников и их помощников кавалерийских офицеров из числа своих приближённых, людей совершенно бездарных и неспособных, большею частью ротмистров, которых нужно было произвести в полковники, чтобы дать им дальнейший ход по службе. Люди эти были совершенно не знакомы с бытовыми условиями и наречиями киргизов и своими строгими и неуместными требованиями порождали частые недоразумения, которые возбуждали киргизов к неповиновению предержащим властям. По получении генерал-губернатором донесений от уездных начальников о возмущении некоторых киргизских аулов, Н. А. Крыжановский тотчас же посылал в степь для усмирения их небольшая команды от линейных и стрелковых частей и тотчас же телеграфировал об этом военному министру, раздувая до невероятности самое ничтожное происшествие» (стр. 858).
Такими же методами Н. А. Крыжановский создал и бунт в Уральском казачьем войске в 1874 году. В мае 1874 года в «Уральских Войсковых Ведомостях» начали печатать Новое Военное Положение для Уральского казачьего войска; Н. А. Крыжановский был одним из авторов проекта. Новое положение было экономически невыгодным для казачьего населения, и уже в июне 1874 года группа казаков обратилась с прошением к исполняющему обязанности наказного атамана Уральского казачьего войска генералу К. Ф. Бизянову о пересмотре и редакции наиболее невыгодных пунктов положения, чтобы избежать полного разорения войска. Н. А. Крыжановский, узнав о существовании прошения, мгновенно телеграфировал начальнику Главного Управления Иррегулярных Войск в Петербурге о бунте в Уральске, и тут же выступил в поход на Уральск с линейным батальоном на усмирение казаков. В результате действий Оренбургского генерал-губернатора в 1874—1880-м годах около 10 тысяч уральских казаков были высланы на каторгу, в арестантские роты — в Сибирь, Якутию и Туркестанскую область на вечное поселение, многие погибли в процессе высылки, а Уральское казачье войско понесло колоссальные убытки. По данным историка Татьяны Ефремовой, из Уральской области зачастую насильственно выселялись женщины и дети, которым никто не предъявил даже ФОРМАЛЬНЫХ обвинений
Особенное внимание обращал Крыжановский на распространение в крае просвещения общего и военного. С этой целью им были открыты гимназии в Оренбурге, Уральске и Троицке, реальное училище в Оренбурге, ремесленное училище в Оренбурге, приюты, семинарии и низшие учебные заведения в различных городах края; основаны в Оренбурге юнкерское училище и военная прогимназия и подготовлено открытие 2-й Оренбургской военной гимназии и 2-й Оренбургской военной прогимназии. Крыжановсий оставил после себя скандальные истории его школьных «инспекций», всегда несогласованных, когда он входил в любой класс и начинал экзаменовать учащихся, не будучи знаком ни с программой, ни с предметом, разнося учителей перед учениками. Наибольшее возмущение вызвала его «инспекция» простыней в спальне пансиона женской гимназии, которую он пришёл делать в 10 часов вечера.
Николай Андреевич был театралом и в 1868 году он отдал предписание произвести реконструкцию здания Оренбургского театра (ныне Оренбургский областной драматический театр имени М. Горького). Была расширена сцена, устроено тёплое фойе, для зрителей сооружены третий ярус и ложи. Вновь отстроенный театр торжественно открыли 14 января 1869 года.
30 мая 1867 году состоялось открытие Оренбургского отдела Русского географического общества.
С 1867 г. Крыжановский хлопотал о постройке железной дороги от Оренбурга до Самары и Сызрани, в этом же году по его просьбе полковник Н. Г. Залесов организовал предварительные изыскания. Строительство дороги было начато в 1874 г. и закончено к концу 1876 г. Оренбургская дорога значительно усилила товарообмен Оренбургской губернии, стимулировала развитие торгового земледелия и переработки сельскохозяйственной продукции. За первые пять лет её работы по ней было вывезено более 40 млн пудов (655 тыс. т) хлеба.
Крыжановский участвовал в подготовке успешного похода в Хиву в 1873 году. В состав действующего отряда войска выступили из четырёх пунктов. Из Туркестанского военного округа они шли прямо на Хиву, через Голодную степь. Из Кавказского округа один отряд из Баку через Красноводск, другой — из Ново-Петровского укрепления. С Оренбургской линии три эшелона войск выступили из городов Орска, Уральска и Оренбурга. Последние, соединившись в одном пункте, поступили под начальство наказного атамана Уральского казачьего войска генерала Н. А. Верёвкина. Все войска поступили в распоряжение командующего Туркестанским военным округом К. П. фон Кауфмана.
Победа Кауфмана под Хивой в 1873 году приписывается стратегическим и организационным талантам трёх военачальников: Крыжановского, Кауфмана и Верёвкина. В действительности, случайность и удача играли большую роль в операции по захвату Хивы. Переход по Голодной степи был трудный, воду доставляли издалека летучие отряды, русские войска несли большие потери во время перехода. Когда русские войска дошли до противника, выяснилось, что хивинский хан был совершенно не готов к войне, и измождённые русские войска сумели одержать победу. Позднее Хивинский хан объяснил, почему он не был готов к нападению с этой стороны: русские войска прошли по непроходимой дороге, известной под именем «смерть человеку» и «только дурак мог пойти» таким путём. В планы фон Кауфмана на тот момент не входило атаковать Хиву, но его приказ не поспел вовремя, и Верёвкин атаковал Хивинского хана и победил. В походе на Хиву принимали участие сын военного министра, флигель-адъютант поручик Милютин, Великий князь Николай Константинович и принц Евгений Максимилианович. Участие высокопоставленных лиц обеспечило этому Туркестанскому походу благосклонное внимание Августейшей особы.
Деятельность Крыжановского и вся его служебная карьера прервана была в 1881 году сенаторской ревизией края, обнаружившей большие злоупотребления с башкирскими землями, более известные в прессе того времени как «хищение башкирских земель», одной из самых больших земельных афер в истории Российской империи. Суть аферы состояла в том, что администрация предложила государству проект по поддержке беднейших Оренбургских чиновников за счёт «ничейной» башкирской земли по примеру Западно-Сибирского образца (там беднейшим чиновникам позволяли покупать участки земли по очень низким расценкам под очень низкий процент), а за спиной у государства этот план был перекроен в операцию по обогащению самых обеспеченных чиновников. Дело было в том, что у башкир были самые плодородные земли в Оренбургской губернии и «при распределении подушных наделов по 30 десятин на каждого башкира, по настоящему месту жительства этих аборигенов, придётся отдать в душевой надел самые лучшие чернозёмные поля» (Жакмон, стр. 860), а на эти земли уже зарились самые видные из оренбургских чиновников и помещиков. Начальник Канцелярии А. П. Холодковский и Н. А. Крыжановский были авторами и исполнителями проекта, по которому были экспроприированы земли и всё недвижимое имущество у башкир Уфимской и Оренбургской областей, 100 тысяч человек башкирского населения были высланы в непригодные для агрономической деятельности земли, где они в буквальном смысле вымирали от голода, эти башкирские земли были розданы чиновникам Оренбургского генерал-губернаторства, но не самым нуждающимся, а родственникам и самым приближённым к генерал-губернатору офицерам по ценам, которые оказались самыми низкими ценами на землю в Российской империи. Земли шли по цене от 80 копеек до 1 рубля 20 копеек за десятину по беспроцентной ссуде на 39 лет, в то время как рыночная цена по губернии была 22 рубля, а крепостные крестьяне выкупали землю у своих помещиков по 26 рублей за десятину. Среди людей, облагодетельствованных этим проектом, были сам Н. А. Крыжановский и туркестанский генерал-губернатор К. П. Фон Кауфман (оба получили по 10000 десятин земли), А. Д. Холодковский (3000 десятин), всевозможные генералы, получившие по 2000 десятин. «Обер-офицерские» участки по 400—500 десятин раздавали любимцам Крыжановского. Земли отдали чиновникам со всеми уже имеющимися постройками, включая дома, мельницы и т. д. Беднейшим чиновникам не досталось ничего.
В процессе расследования по делу о башкирских землях Н. А. Крыжановский допустил преступную халатность по отношению к жителям г. Оренбурга зимой 1880 года. В городе была очень трудная финансовая и жилищная ситуация в результате ужасных пожаров 1879 года, оставивших тысячи людей без крова и без средств производства. Генерал-губернатор не приложил усилий к разрешению проблем. Зимой 1879—1880 года проблемы усилились в связи с погодными условиями, отрезавшими город от остального мира. Город оказался в снежной блокаде, без возможности подвезти продовольствие, дрова и медикаменты. Крыжановский и Холодковский находились в это время в Петербурге, не принимая никаких действий, чтобы помочь городу. После многочисленных просьб из блокадного Оренбурга, проигнорированных генерал-губернатором, городское собрание направило телеграмму министру внутренних дел о бедственном положении города, об этом было доложено императору и великий князь Александр Александрович (будущий царь Александр III) сам курировал расчистку путей от Самары до Оренбурга и снабжение города продовольствием.
30 марта 1881 году Крыжановский без прошения был отрешён от должности, то есть отставлен без пенсии. Башкирские земли к тому времени были уже проданы в уплату долгов его сына Андрея Николаевича Крыжановского. Поселившись в своем родовом имении в селе Матвеевка Золотоношского уезда Полтавской губернии, Крыжановский занялся литературой, которой не был чужд и ранее. Ещё в 1858 году им были составлены «Правила приёма войсками предметов артиллерийского довольствия» и «Очерк устройства и хозяйства французской артиллерии», а в 1859 году в «Артиллерийском журнале» им был напечатан ряд статей о войне Италии с Францией и составлены «Записки по фортификации для дивизионных артиллерийских школ». В отставке им написаны: роман «Дочь Алаяр-Хана» («Русский вестник», 1884), «Исторические записки» и статьи: «Севастополь и его защитники в 1855 г.» и «Севастополь в ночь с 27 на 28 августа 1855 г.» («Русская старина», 1886). Начатый Крыжановским труд по истории польского восстания, для которого Крыжановский изучал польский язык, остался незаконченным.
Николай Андреевич Крыжановский умер 29 апреля 1888 года. Его брат, Павел Андреевич, был генералом от артиллерии и членом Военного совета.